# 特发性肺纤维化
特发性肺纤维化(Idiopathic Pulmonary Fibrosis, IPF)，台灣俗名為菜瓜布肺，是最常見的不明原因間質性肺炎(idiopathic interstitial pneumonia, IIP)。IPF 的定義為一種特定型式、成因不明的慢性漸進性纖維化的間質性肺炎、病灶只局限於肺部、好發於老人族群且符合尋常性間質性肺炎(usual interstitial pneumonia, UIP) 的病理學及影像學特徵。目前菜瓜布肺的致病原因不明，只知罹病後肺間質會不斷產生纖維化。肺间质的广泛纤维化形成而導致肺组织增厚，造成不可逆转地丧失肺组织氧气交换的能力，是一致命的呼吸系统疾病。
一般而言，菜瓜布肺的預後不佳，造成病人漸進性的呼吸困難、肺功能惡化，而罹病期間，患者很有可能會發生急性惡化，急性惡化會導致呼吸衰竭，甚至死亡。根據研究，患者發生急性惡化之後，死亡率高達五成以上，相當危險。因此菜瓜布肺的治療，除了著重在疾病病程的控制，也應預防急性惡化的發生，這部分就必須借重藥物的幫助。
過往在診斷及治療上並沒有國際共識，因此2000年美國胸腔醫學會(ATS)與歐洲呼吸醫學會(ERS)共同發布IPF的國際診療共識以供臨床醫師參考。2011年，美國胸腔醫學會(ATS)、歐洲呼吸醫學會(ERS)、日本呼吸醫學會與拉丁美洲胸腔醫學會參考當時IPF相關臨床實證，共同發布IPF的國際診療指引，並於2015年、2018年參照當時證據更新部分內容。台灣胸腔暨重症加護醫學會則在2015 年參考當年國際診療指引內容，並依照本土國情來編制台灣特發性肺纖維化實證診斷及處置指引，並於2020年根據實證更新內容。
為進一步提高國人對菜瓜布肺的病識感，台灣胸腔暨重症加護醫學會訂每年9月19日為台灣菜瓜布肺日，因「19日」形似特發性肺纖維化的英文名稱「IPF」，而「919」諧音與疾病症狀「走一走會喘」類似，希望藉由「9月19日台灣菜瓜布肺日」為契機，讓民眾能更加認識這個嚴重的肺部疾病。

## 流行病學
各國統計IPF的發生率約為每十萬人2~10例，盛行率約為每十萬人14~43例。IPF好發人口為老年人及男性族群，發生率及盛行率會隨著年紀提高，以美國的資料來看，小於35歲的族群不論男女發生率都小於每十萬人1例，而大於75歲的男性族群發生率則上升至每十萬人38.5例，盛行率為每十萬人87.9例，大於75歲的女性族群發生率為每十萬人19.5例，盛行率為每十萬人48.4例。
台灣方面，使用健保資料庫統計了1997-2007年間的IPF流行病學，2007年之發生率為每十萬人1.2例，盛行率為每十萬人4.9例，遠低於歐美國家，然而此研究收案之病人為使用過呼吸器之IPF病人，因此真正之發生率及盛行率尚須進一步的研究與探討。
另外，台灣與各國的研究也顯示發生率及盛行率逐年提升，是否與醫師及病人對IPF的警覺性增加，醫療普及化、空氣汙染等原因有關，還需進一步研究去釐清。

## 起因
雖然IPF是一種病因不明的疾病，但過往研究已找出數個潛在危險因子。抽菸，尤其是菸齡超過20年的病人，目前已證實與IPF有高度相關。此外，胃食道逆流也是擁有較多證據的獨立危險因子，其他如環境中的懸浮物(金屬粉塵、木屑、植物性/動物性粉塵等)、感染(Epstein-Barrvirus , influenzavirus , cytomegalovirus , hepatitisCvirus)，乃至空氣汙染、遺傳因素等都是可能的危險因子，目前尚無定論。

## 致病機轉
IPF 的致病機轉迄今不明，家族性IPF最可能的遺傳模式為體染色體顯性(autosomaldominant)，可能與ELMOD2(ELMO Domain Containing 2)基因、維持端粒酶之人類端粒酶反轉錄酶(hTERT, human telomerase reverse transcriptase)或人類端粒酶RNA(hTR, human telomerase RNA)等有關。

## 臨床特徵
IPF 的病人最常見的臨床表現為慢性乾咳，另外隨著疾病的進展，會逐漸出現活動性呼吸困難的症狀，容易被認為是自然老化現象甚至是感冒，因此病人平均1-2年才會被確診。
在身體檢查上最重要的特徵為雙下肺葉在吸氣期會出現像撕開魔鬼氈的爆裂音(Velcro crackles sound)；而有二到五成的病人會出現杵狀指 (clubbing finger)。當疾病進展到中後期，病人逐漸產生肺高壓，進而出現右心衰竭的症狀，例如周邊水腫。
IPF病人若沒有用藥治療，肺功能都會下降，相對提高至少2倍急性惡化發生機率，且這群病人平均每年肺活量下降速度為150-200毫升，為一般人的3-6倍；IPF病人肺功能若喪失則為不可逆。
引起咳嗽的原因太多，所以很難找到病因、對症下藥。有以下狀況，表示可能不是單純的咳嗽，建議至胸腔內科就醫檢查。
- 咳嗽持續超過2個月
- 呼吸急促
- 干咳
- 食慾不振
- 呼吸困難

確診前，會先排除免疫系統疾病（例如類風濕關節炎，紅斑性狼瘡）所造成的肺纖維化。

## 诊断
確診菜瓜布肺需要透過高解析度電腦斷層或是肺部切片等方式，此外，聽診也是一個有助於提早發現菜瓜布肺的方法，患者因為肺部發炎，呼吸時會出現爆裂音，國外有醫師將此聲音形容為「撕開魔鬼氈」的聲音，只要用聽診器聽雙側後背下肺葉即可發現，一旦發現爆裂音，醫師就會注意有可能是菜瓜布肺，並安排胸部高解析電腦斷層掃描(HRCT)或是透過肺部切片檢查作進一步確診。
根據 2018年IPF最新的國際官方指引 (An Official ATS/ERS/JRS/ALAT Clinical Practice Guideline): 
診斷IPF，最重要的檢查是胸部高解像度電腦斷層掃描(HRCT , high-resolution computed tomography)，在電腦斷層下要辨認UIP影像學型態來診斷IPF，影像學上的典型UIP型態需符合以下四點。
一、病灶主要在肋膜下和下肺葉。
二、病灶呈現網狀分布。
三、蜂窩狀的纖維化±牽拉性支氣管擴張。
四、沒有任何不符合UIP之特徵。
過去的研究顯示，當電腦斷層呈現典型的UIP型態時，病理上也幾乎都會呈現典型UIP病理變化，所以當電腦斷層的影像呈現UIP型態，且病人在臨床上已排除其他原因造成的間質性肺炎時，IPF的診斷即可確立，不須讓病人再接受肺部切片的病理學檢驗；若是HRCT上顯示為可能的UIP或不符合UIP的型態，而臨床上又懷疑病人是IPF，下一步則建議做外科手術切片，來幫助得到最終診斷。
若臨床證據、影像檢查和組織學檢查結果有所出入，應該安排包含臨床胸腔科醫師、病理科醫師、影像科醫師共同組成的多專科團隊會議 (multidisciplinary discussion, MDD)，透過多科專家們的討論，決定病人的診斷是否為IPF。

## 療程選擇
正確診斷特發性肺纖維化與及早治療相當重要，因為選擇療程如用藥、氧氣治療、治理咳嗽與肺部復健(包括特別運動方法或呼吸技巧)可幫助患者管理自身健康狀況和維持良好的生活素質。

## 預後 (預測疾病的可能結果)
被診斷患有特發性肺纖維化的預後因人而異，但約一半的患者會在確診後 2年內死亡。
台灣健保資料庫統計，自診斷日起病患之存活中位數僅0.9年，遠低於美國、英國、日本。肺功能下降與死亡率有關聯；六個月內下降10%，一年內死亡率為24%，且IPF的五年存活率相較乳癌、結腸癌、子宮頸癌等低，預後比癌症還差。每100位IPF病人中有約5-10位會在一年之中發生急性惡化；且發生急性惡化後30天內，每3人會有約1人會死亡(比例為36%)；整體來說，IPF病人一旦發生急性惡化，50%會死亡。

## 治疗
特發性肺纖維化患者的治療選擇十分有限。由於肺部結疤後不能回復到原來的狀況，現今唯一 痊癒的方法肺部移植手術，然而這種方法僅適用於極少數的患者。
醫學界為尋求醫治特發性肺纖維化，正進行多項的臨床實驗研究。期望尋找出一個既安全又有效，可改變病程，從而減慢特發性肺纖維化的疾病惡化。
早期IPF都是關注在如何減少發炎反應，類固醇自然而然成為一開始研究藥物的重點對象，但經過研究證實，類固醇並沒有明顯的治療效果，在長期大劑量的使用下反而會有害，因此目前已建議不作為處方考量。2015年的治療指引不建議口服類固醇或免疫抑制劑使用。
近年，德國藥廠研發出新藥物「Nintedanib, Ofev , 抑肺纖」，可減慢特發性肺纖維化的惡化速度，其療效突破醫學界的傳統局限 。美國食物及藥品管理局(FDA)早前已頒布優先檢討與突破性治療(Breakthrough Therapy)法審程序，以加快批核「Nintedanib, Ofev , 抑肺纖」的申請，希望能儘快幫助有需要的患者。於 2014 年 10 月，美國食物及藥品管理局(FDA)批准「Nintedanib, Ofev , 抑肺纖」用於治療特發性肺纖維化(idiopathic pulmonary fibrosis, IPF)。在歐洲，「尼達尼布」早前亦被歐洲藥物管理局確認獲得特快審批，並於 2014 年 6 月被批准於歐盟地區上市，並以 Ofev 的商名作治療特發性肺纖維化的藥物推廣，研究證實，此藥物可減少患者68%急性惡化風險，持續治療更降低43%的死亡風險，只要早晚各服用一次，就可以改善病人預後生活品質；臨床研究更發現，抗纖維化標靶藥物若是配合氧氣治療、肺部復健等輔助治療，更能有效延緩肺活量下降速度。此外，最新的存活期推估模式發現，若患者好好持續用藥，會比沒有用藥的患者多出約7~8年的存活時間，可見菜瓜肺患者若能好好的遵從醫囑治療，可望延長存活時間。台灣也在2015核准OFEV台灣許可證。
另一種市面上核准的抗纖維化藥物，Pirfenidone, 其最早上市的國家是日本，於2008年即開始使用於治療IPF。此藥物並無確切專一的作用機轉， 根據台灣衛生福利部留存的該藥品仿單內容，Pirfenidone是透過多項複合機轉而達到抗纖維化作用。目前也取得台灣的許可證。 
始於2008年，日本、欧洲、中国大陆、美國相继批准了以吡非尼酮为API的药物治疗特发性肺纤维化。欧洲的Intermune公司的Esbriet，日本盐野义的Pirespa，已及中国大陆北京康蒂尼药业的艾思瑞(Etuary)都已上市。美国新英格兰医学发表的三期临床数据显示，服用12个月后，具有延长无进展生存，延缓FVC下降，降低死亡风险的作用。
- 其他药剂治疗［如固醇类激素或抗癌药物(硫唑嘌呤或环磷酰胺)］，在最新的临床试验中发现不改善病人的生活品质，也不延长病人的生存时间。
- 氧气及呼吸輔助器具
- 肺移植，是另一个有效的治疗手段[25]。
- 实验药物[25]
  - 干扰素伽玛(Interferon-gamma)[26] [27]
  - FG-3019（临床一期新抗体）

臨床醫師建議IPF病人至少每3-6個月要測試一次肺功能狀況，一年要進行1次高解析度電腦斷層掃描(HRCT)。

## 并发症
- 呼吸衰竭
- 慢性低氧血症(低血氧水平)
- 肺動脈高壓
- 心血管疾病
- 憂鬱症

## 预防
- 避免吸烟，但是否有助于防止特发性肺纤维化，不得而知.

## 参看
- 纤维化
- 肺纖維化(pulmonary fibrosis)